# Egelsee
Egelsee – sztuczny zbiornik retencyjny położony na granicy austriacko-liechtensteińskiej, w gminie Mauren i w dzielnicy Tosters miasta Feldkirch.
Po wytopieniu lodowca reńskiego powstało kilka niewielkich jezior szczątkowych, które z upływem czasu ulegały zamulaniu, zarastaniu i ostatecznemu zanikowi. Jednym z takich jezior reliktowych było Egelsee, które dawało początek strumieniowi Esche, który uchodził do Renu na południe od Bendern. W 1830 roku jezioro i okalające je bagno zostało osuszone za sprawą lokalnego inżyniera Aloisa Negrelli’ego. Po powstaniu Liechtensteiner Binnenkanal koryto strumienia, który brał początek w jeziorze, skierowano na północ i uregulowana.
W 2011 roku podjęto decyzję o przywróceniu jeziora. Władze Liechtensteinu i Vorarlbegu zainwestowały 2,9 milinów euro w budowę nowego zbiornika przeciwpowodziowego, która zakończyła się ostatecznie w 2012 roku. Stała powierzchnia nowo powstałego akwenu wyniosła 11 300 m², a jest on przystosowany do przyjęcia 40 000 m³ wody.